# 張仙

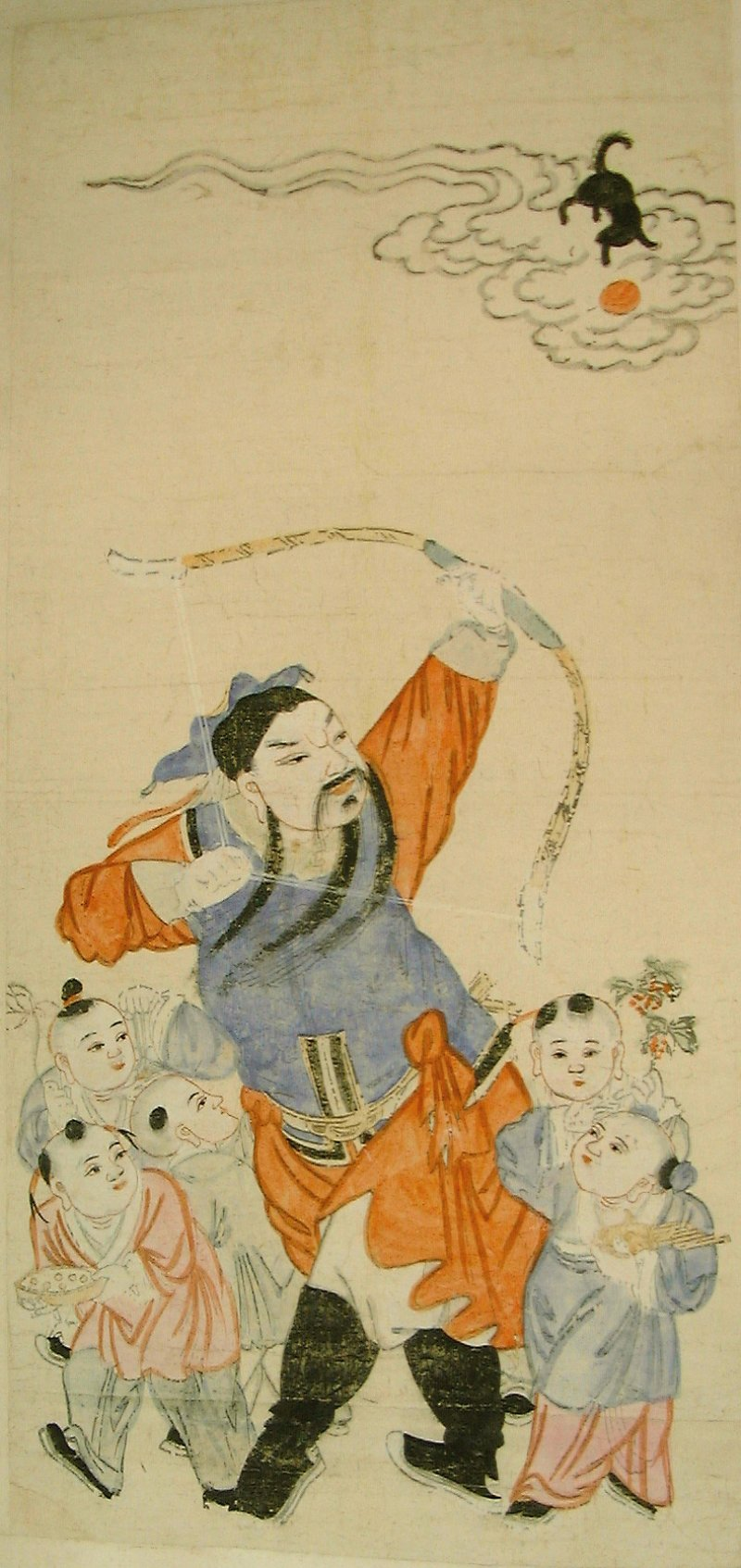
傳說張仙以彈弓射天狗

送子張仙是一位能夠賜給世人兒女後嗣的道教男性神祇，類似於送子娘娘、金花夫人、鬼子母神。

## 來源

### 孟昶說
明代陸深所著《金臺紀聞》認為張仙是後蜀君主孟昶。孟昶之妻花蕊夫人因思念而祭祀孟昶，為免宋太祖起疑，故向其假稱是在祭拜送子之神「張仙」。
《金臺紀聞》：世所傳「張仙像」者，乃蜀王孟昶挾彈圖也。初，花蕊夫人入宋宮，念其故主，偶攜此圖，遂懸於壁，且祀之謹。太祖幸而見之，致詰焉。夫人詭答之曰：「此蜀中張仙神也，祀之能令人有子。」非實有所謂「張仙」也。

### 張遠霄說
清代《續文獻通考》認為張仙是指四川仙人張遠霄，可為人消災避邪且助人得子。
《續文獻通考》：張遠霄，眉山人，宋時遊青城山，一日見一老人持一竹弓、三鐵彈，賣與他價三百千。對他說“吾彈能辟疫病，當寶而用之”。再見老人，遂授度世法，熟視老人，見其目各有兩瞳子。數十年後，張遠霄經白鶴山，峰上有石像，一老人說：“此乃四目老翁，君之師也，不記竹弓、鐵彈時耶？”張猛然大悟，舉事修之，時常往來鄧州挾仙樓，以挾彈為人家散災難，甚著靈效。人因稱為張仙或呼張四郎，敬之如神。後民間多繪其像懸以祀之，謂能避邪，又可令人有子。

## 職能

### 決定生育
民間流傳的《桃園明聖經》認為張仙奉玉帝指派為關帝君的屬神，根據世人善惡決定其子女生育及健康狀況。
《桃園明聖經》：帝（關帝君）乃紫微宮裡朱衣神，協管文昌武曲星，祇因張仙無主轄，敕令隨吾為從神。檢點少男與少女，或損陰騭絕子孫，送生催生及難產，魅妖傷殘斑痘疹。

### 保護小兒
明代《歷代神仙通鑒》認為張仙有以彈弓逐打凶神「天狗」，保護世人生兒育女的能力。
《歷代神仙通鑒》：帝（宋仁宗）晝寢，見美男子粉面五髯，挾彈而前曰：「君有天狗守垣，故不得嗣，賴多仁政，予為彈而逐之。」帝請詳其說，曰：「予桂宮張仙也，天狗在天掩日月，下世啖小兒，見予則當避去。」帝頓足而覺，即命圖像懸之。

## 供奉處

### 台灣
台灣之張仙通常配祀於關帝廟或關聖帝君神像旁，多為立像，與王天君相對，供奉處列舉如下：
主祀
- 嘉義縣番路鄉朝天南安宮
- 屏東縣屏東市無極乾元昌賢堂－該廟尊稱為「文賢聖帝」。[1]

配祀
- 苗栗縣苗栗市西山聖帝廟正殿[2]:143
- 苗栗縣頭份鎮鑒化堂龍邊神龕[2]:154-155
- 苗栗縣頭屋鄉象山玉衡宮
- 苗栗縣頭屋鄉明德宮[3]
- 苗栗縣獅潭鄉協雲宮[2]:100
- 苗栗縣獅潭鄉南衡宮正殿[4][2]:262-263
- 苗栗縣獅潭鄉五文宮正殿[2]:260-261
- 苗栗縣三義鄉關聖宮慈和堂正殿[2]:252-253
- 苗栗縣後龍鎮母慈宮仙水廟[2]:196-197
- 苗栗縣西湖鄉德龍宮樂善堂正殿[2]:232-233
- 苗栗縣西湖鄉聖靈宮德教堂一樓正殿虎邊神龕[2]:234-235
- 苗栗縣南庄鄉三聖宮[2]:278
- 苗栗縣南鄉獅頭山勸化堂正殿－該廟尊稱為「張仙大師」，與周倉將軍相對。

- 台中市西屯區慈德慈惠堂月老殿－與月下老人、註生娘娘、送子觀音、衛房聖母等神一同奉祀[5]
- 台中市北屯區聖壽宮正殿正龕
- 南投縣埔里鎮瀛海城隍廟
- 南投縣埔里鎮昭平宮育化堂（孔子廟）三恩主殿
- 嘉義縣布袋鎮武聖宮正殿龍邊神龕
- 台南市中西區開基武廟原正殿前殿
- 台南市中西區祀典武廟六和堂
- 台南市中西區台灣首廟天壇武聖殿及太歲殿
- 台南市東區南天府一樓正殿
- 台南市佳里區聖帝殿
- 高雄市鹽埕區文武聖殿一樓
- 高雄市苓雅區意誠堂一樓正殿龍邊神龕
- 高雄市美濃區南隆輔天五穀宮靈霄寶殿神龕前方
- 澎湖縣馬公市紅木埕武聖廟
- 宜蘭縣宜蘭市西門西關廟二樓靈霄寶殿

## 腳註
1. ↑  中華民國內政部 (编).  (PDF). 2010: 11  [2019-08-05]. （原始内容 (PDF)存档于2019-08-05）.
2. 1 2 3 4 5 6 7 8 9 10  黃鼎松 (编).  (PDF). 苗栗市: 苗栗縣政府. 2007-04  [2019-08-16]. ISBN 9789860089806. （原始内容 (PDF)存档于2019-08-16） （中文（臺灣））.
3. ↑  林文淑.  (碩士论文). 國立交通大學客家文化學院客家社會與文化碩士在職專班: 77. 2011  [2019-08-05]. doi:10.6842/NCTU.2011.00037 （中文（臺灣））.
4. ↑  陳嘉惠.  (碩士论文). 國立交通大學客家文化學院客家社會與文化碩士在職專班: 48. 2010  [2019-08-05]. doi:10.6842/NCTU.2010.00603 （中文（臺灣））.
5. ↑  . 慈德慈惠堂.   [2019-08-05]. （原始内容存档于2019-08-05） （中文（臺灣））.